# Mouvement pour la démocratie et la solidarité
Pour les articles homonymes, voir MDS.
Le Mouvement pour la démocratie et la solidarité est un parti politique de la République du Congo. Fondé en 1993, par Paul Kaya, il est affilié à l'Internationale démocrate centriste.